# Trung Quốc Tân Văn xã
Trung Quốc Tân Văn xã (giản thể: 中国新闻社; phồn thể: 中國新聞社; bính âm: Zhōngguó Xīnwénshè, tiếng Anh: China News Service, viết tắt: CNS) là hãng thông tấn quốc doanh lớn thứ hai ở Trung Quốc, sau Tân Hoa xã. Trước đây, Tân Văn xã được điều hành bởi Văn phòng các vấn đề Hoa kiều, sau đó được hợp nhất vào Ban Công tác Mặt trận Thống nhất của Đảng Cộng sản Trung Quốc vào năm 2018. Các hoạt động của hãng thông tấn này chủ yếu là hướng đến Hoa kiều trên toàn thế giới và cư dân Hồng Kông, Ma Cao và Đài Loan.